# غيلبرتو هرنانديز غيريرو
غيلبرتو هرنانديز غيريرو (بالإسبانية: Gilberto Hernández Guerrero)‏ هو لاعب شطرنج مكسيكي، ولد في 4 فبراير 1970 في مدينة سان لويس بوتوسي في المكسيك.

## وصلات خارجية
- غيلبرتو هرنانديز غيريرو على موقع الاتحاد الدولي للشطرنج (الإنجليزية)
- غيلبرتو هرنانديز غيريرو على موقع مباريات الشطرنج (الإنجليزية)
- غيلبرتو هرنانديز غيريرو على موقع 365Chess.com (الإنجليزية)
- غيلبرتو هرنانديز غيريرو على موقع Chesstempo.com (الإنجليزية)
- غيلبرتو هرنانديز غيريرو على موقع الاتحاد الأمريكي للشطرنج (الإنجليزية)
- غيلبرتو هرنانديز غيريرو سجل أولمبياد الشطرنج على موقع OlimpBase.org (الإنجليزية)